# Wilhelm von Arentschildt

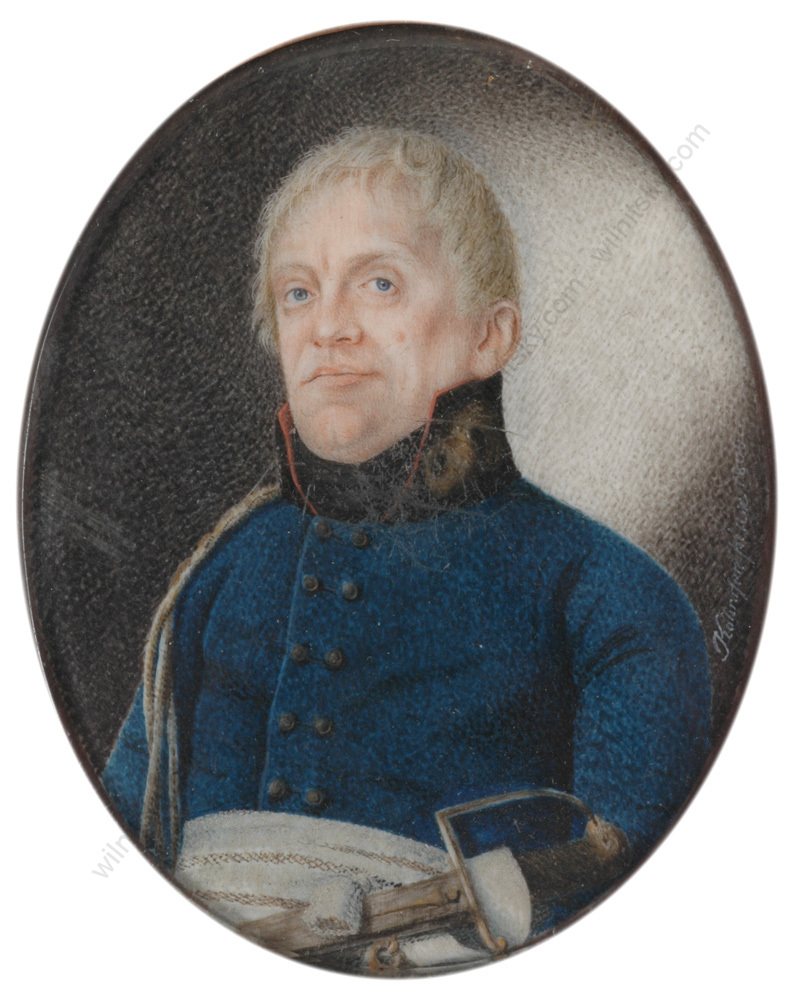
Wilhelm von Arentschildt

Wilhelm Daniel von Arentschildt, auch Arentsschild (russisch Вильгельм Даниэль Ареншильд; * 7. Januar 1761 in Bremen; † 25. Oktober 1835 in Hildesheim) war ein russischer Generalmajor. 

## Leben

### Herkunft
Wilhelm entstammte dem bremischen Adelsgeschlecht von Arentschildt. Seine Eltern waren der hannoverische Generalmajor und Chef des harburgischen Garnisonregiments Karl Christian Friedrich von Arentschildt (1709–1792) und dessen 2. Gattin Anna Wilhelmine Heise († 1802).

### Laufbahn
Arentschildt begann seine Laufbahn 13-jährig als Page in Hannover. Im August 1773 trat er als Fähnrich in die hannoverische Fuß-Garde. 1782 wurde er als Leutnant mit dem 14. hannoverschen Infanterie-Regiment für neun Jahre nach Ostindien gesandt, um den Kampf der Briten gegen Tipu Sultan und die Franzosen zu unterstützen. 1792 war er als Kapitän in Hannover zurück und erhielt den Auftrag eine Kompanie aus Jägern aufzustellen, mit der er auf dem flandrischen Kriegsschauplatz an der Ersten Koalition teilnahm. Arentschildt avancierte 1794 zum Major und 1802 zum Oberstleutnant. Nach der Besetzung Hannovers durch die Franzosen bemühte er sich zunächst erfolglos, in englische Dienste überzutreten, wurde dann aber doch 1804 mit Bewilligung Georgs IV. als Oberst an den russischen Generalstab delegiert, wo er ab 1805 die Vorhut des russischen Korps unter General Ostermann-Tolstoi führte. In den Jahren 1806 und 1807 wurde er in diplomatischen Missionen nach Stralsund (Schweden) und London gesandt. 
Nach dem Frieden von Tilsit trat Arentschildt als Oberst in oldenburgische Dienste, mit dem Auftrag ein Infanterie-Bataillon aufzustellen. Nach der französischen Besetzung Oldenburgs begab er sich 1811 erneut nach Russland, wurde dort abermals als Oberst angestellt. Ab 1812 war er mit der Aufstellung der Russisch-Deutschen Legion, insbesondere der Eingliederung deutscher Kriegsgefangener und Überläufer beauftragt. Mit der Legion schiffte er sich mit dem Korps 1812 von Reval nach Finnland ein und marschierte 1813 bis ins Mecklenburgische, wo er sich General Wallmoden-Gimborn anschloss und selbst zum Generalmajor befördert wurde. Arentschildt war bis zum Frieden von 1814 Kommandeur der Infanterie der Legion. In Paris erhielt er vom russischen Kaiser eine jährliche Pension in Höhe von 2000 Rubel. In Anerkennung seiner Verdienste wurde ihm auch der Wladimir-Orden III. Klasse und der Annen-Orden II. Klasse verliehen. Ein zuzügliches Wartegeld des englischen Königs in Höhe von 1000 Reichstalern ermöglichte Arentschildt einen auskömmlichen Lebensabend, den er in Hildesheim im Kreis seiner Familie verbrachte. Sein Grab befindet sich dort auf dem Marienfriedhof.

### Familie
Arentschildt vermählte sich 1792 in Stade mit Karoline Johanne Wyneken (1771–1836). Aus der Ehe gingen mehrere Kinder hervor: 
- Wilhelmine Henriette (1794–1867) ⚭ 1813 Felix Ferdinand von Natzmer (1780–1815), starb in Fleurus an den bei Ligny erhaltenen Verletzungen[1], Eltern von Ferdinand von Natzmer
- Christiane Silvie Charlotte (1796–1848), Stiftsdame in Lüne
- Adolf Friedrich (1798–1883), hannoverischer Oberstleutnant ⚭ 1830 Emma Dorothee Philippine Bergmann (1813–1889)
- Albrecht Helmut Gustav Franz (1801–1877), Kornett der Russisch-Deutschen Legion
- Georgine († 1809)
- Alexander (1806–1881) ⚭ 1839 Johanne Wilhelmine Karoline Sophie Herzog (1820–1897)
- Auguste (1810–1890), Stiftsdame in Wennigsen